# Нападение на полицейскую академию в Кветте (2016)
24 октября 2016 года трое вооруженных террористов совершили нападение на полицейский колледж Белуджистана в Кветте, Пакистан, убив 61 курсанта и ранив более 165 человек. Отделение ИГИЛ Вилаят Хорасан взяло на себя ответственность за нападение, а базирующееся в Пакистане Лашкар-е-Джангви заявило, что сотрудничало с ними. По данным пакистанских властей, нападавшие прибыли из Афганистана и во время нападения поддерживали контакт со своими тамошними кураторами.

## Нападение
Трое боевиков вошли в учебный центр около 23:10 во вторник 24 октября, когда курсанты спали, и открыли огонь, прежде чем взять в заложники сотни курсантов полиции и вступить в противостояние с органами безопасности. По меньшей мере 61 человек был убит и более 165 человек также получили ранения.
Все трое боевиков были убиты во время нападения. Двое взорвали пояса смертников, а третий был застрелен полицией. Многие из жертв были убиты, когда нападавшие взорвали свои пояса.

## Преступники
Советник по национальной безопасности Пакистана Насир Хан Джанджуа заявил послу США Дэвиду Хейлу, что Отдел исследований и анализа Индии и Национальный директорат безопасности Афганистана (NDS) «покровительствуют» террористическим организациям в нападении на уязвимые цели в Пакистане, и подчеркнул необходимость эффективных действий против боевиков в Афганистане, связанных с нападением.
Генерал-майор Шер Афган, начальник Пограничного корпуса в Кветте, сказал, что, как полагают, нападение совершила группировка Лашкар-е-Джангви, базирующаяся в Пакистане сектантская суннитская группировка. Вскоре после этого Отделение ИГИЛ Вилаят Хорасан взяло на себя ответственность через свое медиа-крыло Amaq. Они также опубликовали фотографии предполагаемых нападавших.

## Последствия
Премьер-министр Наваз Шариф отменил все свои встречи и созвал встречу с представителями вооруженных сил в Кветте. Советник по национальной безопасности Пакистана Насир Хан Джанджуа заявил послу США Дэвиду Хейлу, что Отдел исследований и анализа Индии и Национальный директорат безопасности Афганистана (NDS) «покровительствуют» террористическим организациям в нападении на уязвимые цели в Пакистане, и подчеркнул необходимость эффективных действий против боевиков в Афганистане, связанных с нападением. 10 ноября 2016 года главный министр Санаулла Зехри сообщил об аресте организатора нападения.